# Мизула Пэдлхедс
«Мизула Пэдлхедс» (англ. Missoula PaddleHeads) — профессиональный бейсбольный клуб, базирующийся в Мизуле в штате Монтана. Основан в 1999 году как «Мизула Оспрей», переименован в конце 2019 года. Выступает в независимой Лиге пионеров, пять раз становился её победителем. Домашние матчи «Пэдлхедс» проводят на стадионе «Огрен-парк-эт-Алледжайенс-филд», вмещающем 3 500 зрителей. С 1999 по 2020 год команда входила в структуру клуба Главной лиги бейсбола «Аризона Даймондбэкс».

## История
С 1956 по 1960 год в Мизуле базировался клуб Лиги пионеров «Тимберджекс». После его расформирования бейсбола в городе не было более сорока лет. Новая команда была создана в 1999 году, когда Майк и Джуди Эллис приобрели и перевезли из Канады клуб «Летбридж Блэк Даймондс». Новая организация получила название «Оспрей» и вошла в фарм-систему клуба Главной лиги бейсбола «Аризона Даймондбэкс». В своём дебютном сезоне «Мизула Оспрей» выиграли чемпионат Лиги пионеров. Важную роль в этом сыграл первый базовый Лайл Овербей, проводивший первый год в профессиональном бейсболе. Ещё три чемпионских титула «Оспрей» выиграли в 2006, 2012 и 2015 годах.
В 2018 году семья Эллис продала клуб компании Big Sky Professional Baseball, принадлежащей Питеру и Сьюзан Дэвисам. После смены владельцев был проведён ребрендинг команды, получившей название «Пэдлхедс». В ноябре 2020 года Лига пионеров получила статус независимого партнёра Главной лиги бейсбола. После реформы системы младших лиг организация прекратила сотрудничество с «Аризоной». В 2021 году она в пятый раз в своей истории стала победителем чемпионата Лиги пионеров.

### Символика
По утверждению руководства клуба, «Мизула Оспрей» были единственной организацией в младших бейсбольных лигах, имевшей на стадионе живой талисман — на осветительной мачте несколько лет гнездилась пара скоп.
После ребрендинга клуба его новой эмблемой стал лось. Символика была призвана отражать дух Мизулы и Монтаны. Детали логотипа и командные цвета отражают такие символы города и штата как река Кларк-Форк и горные хребты. Название «Пэдлхедс» связано с прозвищем лосей, дословно «веслоголовые». К этому же отсылает весло в виде бейсбольной биты, также символизирующее активный отдых жителей города. На альтернативной форме команды нанесена надпись «Zootown», одно из прозвищ Мизулы.